# Тролли 3
«Тро́лли 3» (англ. Trolls: Band Together) — американский компьютерно-анимационный музыкальный комедийный фильм производства DreamWorks Animation, основанный на серии кукол-троллей датского плотника Томаса Дама. Режиссёром фильма выступил Уолт Дорн. Продолжение фильма «Тролли. Мировой тур» (2020) и третья часть франшизы «Тролли». Анна Кендрик, Джастин Тимберлейк, Зоуи Дешанель, Кристофер Минц-Пласс, Андерсон Пак и Кунал Найяр вновь озвучат своих персонажей.
Премьера фильма состоялась 17 ноября 2023 года.

## Сюжет
После двух фильмов о настоящей дружбе и неустанном флирте, Розочка и Цветан теперь официально, наконец, пара! По мере их сближения Розочка узнаёт, что в прошлом Цветана есть тайна. Когда-то он был частью её любимого бойзбенда BroZone вместе со своими братьями: Флойдом, Джоном Дори, Спрусом и Клэем. BroZone распался, когда Цветан был ещё ребёнком, как и вся семья, и с тех пор Цветан не видел своих братьев. Но когда брата Цветана Флойда похищают за его музыкальные таланты пара гнусных злодеев — поп-звезд Вельвет и Винир — Цветан и Розочка отправляются в сложное и эмоциональное путешествие, чтобы воссоединить остальных братьев и спасти Флойда от участи худшей, чем безвестность в поп-культуре.

## В ролях
- Анна Кендрик — Розочка
- Джастин Тимберлейк — Цветан
- Камила Кабелло — Вива
- Кид Кади — Клэй
- Эми Шумер — Вельвет
- Эндрю Рэннеллс — Велюр
- Зоуи Дешанель — Тихоня
- Кристофер Минц-Пласс — король Хрящ
- Icona Pop — Сатин и Шенель
- Трой Сиван — Флойд
- Заша Мэмет — Кримп

## Производство
9 апреля 2020 года Джастин Тимберлейк выразил заинтересованность в участии в будущих фильмах о Троллях во время своего выступления на Apple Music: «я надеюсь, что мы сделаем, например, семь фильмов о Троллях, потому что это буквально подарок, который можно дарить бесконечно». 22 ноября 2021 года стало известно, что третий фильм о Троллях выйдет в прокат 17 ноября 2023 года. Анна Кендрик и Тимберлейк подтвердили, что вновь озвучат Розочку и Цветана. 28 марта 2023 года, после выхода официального трейлера, были официально объявлены новые актёры фильма: Эрик Андре, Кид Кади, Дэйвид Диггс, Трой Сиван, Камила Кабелло, Эми Шумер, Эндрю Раннеллс, РуПол Чарльз и Зося Мамет. Уолт Дорн станет режиссёром фильма после его предшественника, а Джина Шей вернулась к продюсированию сиквела. В тот же день DreamWorks Animation объявила официальное название фильма — «Тролли. Группа в сборе».
По словам Шей, идея фильма возникла сразу после «Троллей» (2016). Хотя будущий фильм — это преимущественно CGI-анимация, в фильме есть несколько 2D-анимационных эпизодов в стиле, вдохновлённым Yellow Submarine (1968) и Фантазия (1940).
6 марта 2023 года было подтверждено, что Теодор Шапиро вновь напишет саундтрек к фильму.
Премьера фильма запланирована на 17 ноября 2023 года. В отличие от фильма «Тролли. Мировой тур» (2020), который был одновременно выпущен на видео по запросу и в ограниченном кинопрокате из-за пандемии COVID-19, фильм будет выпущен исключительно в кинотеатрах.
В рамках 18-месячной сделки с Netflix фильм будет транслироваться на канале Peacock в течение четырёх месяцев, затем перейдет на Netflix на следующие десять, а затем вернется на Peacock на оставшиеся четыре.
В США фильм вышел в прокат 17 ноября 2023 года.